# 399 هـ
399 هـ هي سنة في التقويم الهجري امتدت مقابلةً في التقويم الميلادي بين سنتي 1008 و1009.

## أحداث
- تدمير مدينة الزهراء في الأندلس بأمرٍ من الخليفة محمد المهدي بالله الأموي.

## وفيات
- أحمد بن عمر الجيزي
- عبد الرحمن شنجول
- عبد الملك المظفر بالله
- أبو ركوة
- ابن الرقعمق
- ابن أبي زمنين
- كاتب ابن حنزابة
- خلف بن أحمد